# 続兄弟仁義
『続兄弟仁義』（ぞくきょうだいじんぎ）は1966年8月13日に東映京都で製作され公開された日本映画である。

## 概要
前作『兄弟仁義』の大ヒットを受けて製作された続編。今作よりカラー化され、盆と正月に公開される大人気シリーズとなる。前作に引き続き北島三郎、鶴田浩二、村田英雄が出演。前作でポスターに載りながら出演しなかったキャストが今回勢ぞろいする。

## キャスト
- 桜井清次 - 北島三郎：主人公。水戸生まれ。
- 稲上長次郎 - 鶴田浩二：人斬り長次と呼ばれる流れ者。

梅原組（上州）
- 梅原利三郎 - 大木実：梅原組組長。稲上長次郎の兄弟分。博打をやめ土建業に精を出す。
- 梅原せい - 宮園純子：おせいと呼ばれる組長の妻。
- 梅原長吉 - 利三郎とおせいの子供として育てられる。長坊と呼ばれる幼児。
- 諸岡常七 - 国一太郎：梅原組若衆。
- 川島竹造 - 阿波地大輔：梅原組若衆。

岩佐組（上州）
- 岩佐時蔵 - 小松方正：岩佐組組長。桜井清次と兄弟分に。
- 勝又龍吉 - 里見浩太郎：岩佐組代貸。
- 丹野丑松 - 関山耕司：岩佐組若衆。

藤ヶ谷一家（武州）
- 藤ヶ谷初太郎 - 村田英雄：藤ヶ谷一家の親分。岩佐のおじ貴分。
- 大下鉄三 - 林彰太郎：藤ヶ谷一家若衆。

山路一家（野州）
- 山路親分：岩佐の兄貴分。山路一家の親分。

その他
- 小川健太 - 小島慶四郎：鉄砲玉の健を自称。清次の弟分を志願。 大阪土佐堀生まれ。
- 旅人A - ルーキー新一：半端なヤクザ。大阪生まれ。
- 弥助 - 遠藤辰雄：小料理屋の主人。
- きく - 小川知子：勝又龍吉の恋人。弥助の小料理屋で働く。

## 同時上映
『網走番外地 南国の対決』
- 原案：伊藤一 / 脚本・監督：石井輝男 / 主演：高倉健
- 『網走番外地』シリーズ第6作。